# Sidewalk Talk
«Sidewalk Talk» es una canción del productor estadounidense John «Jellybean» Benitez, incluida en su primer EP Wotupski!?! (1984). Compuesta por Madonna y producida por Benitez, salió a la venta como el primer sencillo del EP en 1984 a través de la compañía EMI Records. Poco tiempo después de que ambos se conocieran en 1983, produjo el álbum debut de la cantante, editado en ese año, y ella le compuso «Sidewalk Talk» cuando comenzó a trabajar en Wotupski!?! De géneros synth pop y dance, incluye instrumentos como el piano, la baterías, un bajo y guitarras y cuenta con la voz principal de Catherine Buchanan y coros de Madonna.
En términos generales, «Sidewalk Talk» obtuvo reseñas favorables de la crítica, que elogió el sonido alegre y la comparó con las canciones del primer álbum de Madonna. El sencillo inicialmente fue enviado como un corte promocional de 12" a las discotecas de Estados Unidos y alcanzó el primer lugar en la lista Dance Club Songs de Billboard. Posteriormente se lanzó de manera comercial en vinilos de 7" y 12" y llegó a la posición dieciocho en el Hot 100, el conteo principal del país. También ingresó a las listas de Nueva Zelanda, Países Bajos y Reino Unido en puestos más bajos.

## Antecedentes y publicación
En 1983, Madonna conoció a John «Jellybean» Benitez, quien trabajaba como DJ en el club Funhouse en el Bajo Manhattan, y poco tiempo después comenzaron a salir y colaboraron en el álbum debut de la cantante, editado ese mismo año. Dado que «Holiday» —canción de Madonna producida por Benitez— había sido un éxito en las listas dance, este le solicitó que le compusiera otro tema cuando empezó a trabajar en su EP Wotupski!?!, y en dos días ella creó «Sidewalk Talk», que en un principio había pensado incluirlo en su primer disco. Según Benitez, el EP era un álbum conceptual y explicó que el título provenía de una jerga callejera en El Bronx, que significa «qué pasa, qué hay de nuevo».
Inicialmente la compañía EMI Records había publicado «Sidewalk Talk» en 1984 como un corte promocional en vinilo de 12", y posteriormente estuvo disponible de manera comercial en 7" y 12". En algunas ediciones se incluyó como lado B «The Mexican», otro de los temas del EP, mientras que en Reino Unido fue «Was Dog a Doughnut». Asimismo, se agregaron dos remezclas —tituladas «Dance Mix» y «Funhouse Mix»— como así también una versión corta del tema original y otra a capela. En noviembre de 1985 la canción comenzó a recibir airplay en las principales radios estadounidenses; de hecho, para la semana del 23 de ese mes había sido reproducida en 98 estaciones. Brian Thomas, programador de la estación WBJW de Orlando (Florida), comentó que había tenido una buena recepción en esa ciudad y en otros puntos del país.
En 2011, la compañía Gold Legion Records reeditó el EP en CD e incluyó cuatro remezclas de «Sidewalk Talk» y en el folleto de 16 páginas un ensayo de David Nick Ybarra, editor y fundador de la revista Daeida. En él, señaló que la canción nunca había sido promocionada en los dosier de prensa para el material, y en cambio «The Mexican» había aparecido en la etiqueta publicitaria de la portada adherida a la envoltura de celofán. No obstante, Ybarra aseguró que «Sidewalk Talk» se convirtió en el aspecto más importante del interés del público, más que «The Mexican» u otro de los temas del disco, independientemente de sus cualidades.

## Producción y apariciones en otros álbumes
La canción está acreditada a Jellybean, con la voz principal a cargo de Catherine Buchanan y Audrey Wheeler, Cindy Mizelle y Madonna como coristas. Además de ser la compositora, la cantante también realizó el arreglo de voz. Benitez produjo la pista como así también fue el responsable de la mezcla, los arreglos y la programación de batería, estos dos últimos con la ayuda de Stephen Bray. Herbie Jr. se encargó de la masterización y Michael Hutchinson de la grabación, la ingeniería y la mezcla, con Melanie West como asistente de ingeniería. En cuanto a los instrumentos, Trevor Gole tocó la batería, Marcus Miller el bajo, Bashiri Johnson la percusión, Ira Slegel la guitarra y Fred Zarr, Boyd Jarvis y Bray los sintetizadores; este último también contribuyó con el bajo sintetizado. El personal también incluyó a Marisa Armstrong como coordinadora de producción y Gary Gersh y Mavis Brodey como coordinadores de A&R.
Con respecto al personal, Ybarra le pareció extraño que una cantante poco conocida como Buchanan recibiera el crédito de vocalista principal mientras que Madonna fuese relegada a corista. La describió como una «figura misteriosa en el legado de Jellybean» y que su único crédito en una grabación «tan importante» para Benitez era algo «desconcertante». Wheeler, quien fue otra de las coristas, confirmó a Ybarra que no recordaba que Buchanan hubiera estado presente en el estudio de grabación, aunque supuso que su voz podría haber sido grabada por separado o agregada tiempo después. El editor planteó que Benitez habría considerado a «Sidewalk Talk» para el primer álbum de Madonna, pero como al final no se la incluyó, reemplazó su voz con la de Buchanan al considerar que ella era desconocida y de esa manera no eclipsaría su propio álbum debut en solitario. Así, el productor usó la pista para su EP con el fin de que el material no generara confusiones como medio para otro artista que no sea el mismo Jellybean.
En 1986, Alvin and the Chipmunks realizó una versión durante el episodio «Chipmunk Vice», de su serie de televisión de 1983, y dos años después figuró en el disco Jellybean Rocks The House (1988). En agosto de 1999, la banda belga Technotronic la interpretó para el álbum Back to Back y apareció en la banda sonora de la película Flawless, editada en enero de 2000. Ese mismo año fue incluida en Pulsating Grooves, recopilatorio de temas house y dance-rap que fueron éxitos pop y de discotecas a finales de los años 1980 y 1990.

## Recepción crítica
Rikky Rooksby, autor de The Complete Guide to the Music of Madonna (2004), dijo que la canción de synth pop «sonaba como si fuera una sobra del álbum debut de Madonna», debido a las similitudes en el sonido. Chuck Eddy, en su libro The Accidental Evolution of Rock'n'roll: A Misguided Tour Through Popular Music (1997), la comparó con la música de la banda estadounidense de new wave Tom Tom Club. El periodista Brian Chin de Billboard comentó que «tocó base con la audiencia de las principales radios top 40» y Nancy Erlich, de la misma publicación, la llamó una «pista dance hipercinética [con] coros que suenan sospechosamente como la compositora [Madonna]». También de Billboard, Joe Lynch la consideró «divertida y alegre» y remarcó que el atractivo principal de la canción se debía al sonido de la voz «gozosa» de Madonna, que era similar a «Holiday». El equipo editorial de la revista Eurotipsheet incluyó a Benitez en la sección «Talento nuevo» y la describió como una pista dance «ingeniosa y alegre». Ron Wynn de Allmusic eligió a «Sidewalk Talk» como una de las «buenas canciones de dance pop» del EP. Para Ira A. Robbins, en The Trouser Press Record Guide (1991), fue la «mejor pista» del material gracias a su «lucidez». En septiembre de 2014, Rolling Stone la ubicó en el puesto número 71 de la lista de «Los 100 mejores sencillos de 1984»; Maura Johnston mencionó que era similar en composición a otros trabajos que Benitez había producido, como «Holiday», y agregó que «destila la esencia de Nueva York —llena de rápidas posibilidades— pero debe manejarse con precaución para poder sobrevivir».

## Recepción comercial
El 22 de diciembre de 1984 «Sidewalk Talk» debutó en el puesto número 48 de la lista Dance Club Songs, llamada en ese entonces Hot Dance/Disco, y luego de seis semanas, el 2 de febrero de 1985, llegó a la cima y reemplazó a «Loveride» de Nuance. Fue el segundo número uno del EP, tras «The Mexican», y el tercero de Benitez como productor, luego de que «Holiday» llegara a la primera posición en septiembre de 1983. En un artículo publicado en Billboard, Brian Chin señaló que el hecho de que llegara al número uno era algo inusual, debido a que hasta ese entonces no había sido publicada de manera comercial ni en vinilo de 7" ni de 12", sino que solo había sido enviada como un corte promocional con varias remezclas a las discotecas del país. El periodista agregó que «la aparición de la canción sin una copia impresa, por así decirlo, es muy poco característica en un mercado en el que los "doce comerciales" se dan por sentado, incluso para discos pop de larga duración». El sencillo se remonta a la época cuando las remezclas no estaban disponibles excepto para promociones en discotecas y/o clubes nocturnos. Permaneció once semanas en total y fue el vigésimo sencillo más exitoso de la lista anual de 1985. Según Mark Bego, autor de Madonna: Blonde Ambition (2000), el éxito se debió a la participación de la cantante, ya que en lugar de que los DJ tocaran el tema en las discotecas porque el nombre de Jellybean estaba en él como productor, lo reproducían porque Madonna lo había compuesto.
El 16 de noviembre de 1985 el sencillo, acreditado como «Jellybean featuring Catherine Buchanan», ingresó al conteo Billboard Hot 100 en el puesto ochenta. Fue ascendiendo gradualmente y al final alcanzó el decimoctavo lugar el 1 de febrero de 1986, hecho que convirtió al productor en el primer DJ en aparecer en dicha lista como artista; en total estuvo dieciocho semanas. En el ranking radial y en el de ventas físicas —componentes del Hot 100— ocupó los lugares diecinueve y trece, respectivamente, como así también se ubicó en el número 34 en Dance Singles Sales, el 22 de febrero de 1986, y en el 51 en Hot R&B/Hip-Hop Songs el 8 de marzo de ese año, donde en este último permaneció en total nueve semanas. En Reino Unido también fue acreditado como «Jellybean featuring Catherine Buchanan» y entró por primera vez el 26 de enero de 1986 en el número 59. Siete días después alcanzó el 47 y permaneció en total cuatro semanas. En Países Bajos ingresó a las listas Single Top 100 y Tip Parade. En la primera de ellas logró el trigésimo primer lugar el 8 de febrero de 1986, mientras que en la segunda el sexto puesto, el 22 de ese mes. Por último, se ubicó en la posición treinta y cuatro en Nueva Zelanda.

## Lista de canciones y formatos
| 7"  |                 |          |  |
| N.º | Título          | Duración |  |
| 1.  | «Sidewalk Talk» | 3:57     |  |
| 2.  | «The Mexican»   | 3:47     |  |

| 7"  |                      |          |  |
| N.º | Título               | Duración |  |
| 1.  | «Sidewalk Talk»      | 3:57     |  |
| 2.  | «Was Dog a Doughnut» | 7:59     |  |

| 12" promocional |                                 |          |  |
| N.º             | Título                          | Duración |  |
| 1.              | «Sidewalk Talk» (Dance Mix)     | 6:94     |  |
| 2.              | «Sidewalk Talk» (versión corta) | 3:57     |  |
| 3.              | «Sidewalk Talk» (Funhouse Mix)  | 6:10     |  |
| 4.              | «Sidewalk Talk» (a capela)      | 4:58     |  |

| 12" |                                 |          |  |
| N.º | Título                          | Duración |  |
| 1.  | «Sidewalk Talk» (versión corta) | 3:57     |  |
| 2.  | «Sidewalk Talk» (Funhouse Mix)  | 6:10     |  |
| 3.  | «Sidewalk Talk» (a capela)      | 4:58     |  |
| 4.  | «The Mexican»                   | 3:47     |  |

| 12" |                                |          |  |
| N.º | Título                         | Duración |  |
| 1.  | «Sidewalk Talk» (Dance Mix)    | 6:04     |  |
| 2.  | «Sidewalk Talk» (Funhouse Mix) | 6:10     |  |
| 3.  | «Sidewalk Talk» (a capela)     | 4:58     |  |

| Maxi de 12" |                                 |          |  |
| N.º         | Título                          | Duración |  |
| 1.          | «Sidewalk Talk» (Dance Mix)     | 6:06     |  |
| 2.          | «The Mexican» (Dance Mix)       | 8:48     |  |
| 3.          | «Sidewalk Talk» (versión corta) | 3:57     |  |

| 12" |                                |          |  |
| N.º | Título                         | Duración |  |
| 1.  | «Sidewalk Talk» (Funhouse Mix) | 6:10     |  |
| 2.  | «Was Dog a Doughnut»           | 7:59     |  |

| 12" |                             |          |  |
| N.º | Título                      | Duración |  |
| 1.  | «Sidewalk Talk» (Dance Mix) | 6:04     |  |
| 2.  | «Was Dog a Doughnut»        | 7:59     |  |

## Posicionamiento en listas
| País (Lista 1985-86)                   | Posición más alta |
| -------------------------------------- | ----------------- |
| Estados Unidos (Billboard Hot 100)     | 18                |
| Estados Unidos (Dance Club Songs)      | 1                 |
| Estados Unidos (Dance Singles Sales)   | 34                |
| Estados Unidos (Hot 100 Airplay)       | 19                |
| Estados Unidos (Hot 100 Sales)         | 15                |
| Estados Unidos (Hot R&B/Hip-Hop Songs) | 51                |
| Nueva Zelanda (Recorded Music NZ)      | 34                |
| Países Bajos (Tip Parade)              | 6                 |
| Países Bajos (Single Top 100)          | 31                |
| Reino Unido (UK Singles Chart)         | 47                |

| País (Lista 1985)                 | Posición |
| --------------------------------- | -------- |
| Estados Unidos (Dance Club Songs) | 20       |

## Créditos y personal
- Publicado por House of Fun Music, Inc. / Webo Girl Publishing Inc. (BMI) (ASCAP).
- Marcus Miller aparece por cortesía de Warner Bros. Records.
- Stephen Bray aparece por cortesía de ZE Records.
- Madonna aparece por cortesía de Sire Records.
- Audrey Wheeler aparece por cortesía de ZE Records.
- Producido para Jellybean Productions, Inc.
- © ℗ 1984 EMI America Records, una división de Capitol Records, Inc.

### Personal
- John «Jellybean» Benitez: producción, mezcla, arreglos, programación de batería
- Catherine Buchanan: voz principal
- Madonna: composición, coros, arreglo de voz
- Audrey Wheeler: coros
- Cindy Mizelle: coros
- Stephen Bray: arreglos, programación de batería, sintetizadores, bajo sintetizado
- Marcus Miller: bajo
- Ira Slegel: guitarra
- Fred Zarr: sintetizadores
- Boyd Jarvis: sintetizadores
- Bashiri Johnson: percusión
- Trevor Gole: batería (Simmon Toms)
- Michael Hutchinson: grabación, ingeniería, mezcla
- Melanie West: asistente de ingeniería
- Herbie Jr.: masterización
- Marisa Armstrong: coordinación de producción
- Gary Gersh: coordinación de A&R
- Mavis Brodey: coordinación de A&R

Créditos adaptados de las notas del sencillo promocional estadounidense de 12" y del EP Wotupski!?!